# Warabi
Warabi (蕨市 -shi) é uma cidade japonesa localizada na província de Saitama.
Em 2003 a cidade tinha uma população estimada em 71 034 habitantes e uma densidade populacional de 13 928,24 h/km². Tem uma área total de 5,10 km².
Recebeu o estatuto de cidade a 1 de Abril de 1959.